# Chromatide

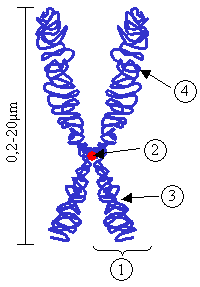
Chromosoom, met
1: Chromatide
2: Centromeer
3: Korte arm
4: Lange arm

Tijdens de kerndeling (mitose of meiose) verkeren chromosomen in een verdubbelde toestand. Elk van de beide exemplaren wordt een chromatide genoemd. Beide chromatiden zitten op één plaats aan elkaar (het centromeer). Als de kerndeling ten einde is en de beide chromatiden van elkaar gescheiden zijn, dan worden ze elk met de term (dochter)chromatide of chromosoom aangeduid.
Chromatiden bestaan uit DNA dat rondom eiwitten gedraaid is. In de periode tussen twee celdelingen is een chromosoom een lange streng en als een korrelige structuur (chromatine) zichtbaar in de celkern. Tijdens de celdeling verdubbelt het chromosoom zich door replicatie. Tijdens dit proces verkorten de chromosomen zich door spiralisatie (als een ballpointveer) en zijn als korte staafjes zichtbaar en van elkaar te onderscheiden in een microscopisch beeld.